# يوهانس فوجل
يوهانس فوجل (بالألمانية: Johannes Vogel)‏ (و. 1963 – م) هو عالم نبات، وأستاذ جامعي من ألمانيا .

## التعليم
تعلم في Peterhouse

## مناصب وهيئات
أدار جامعة هومبولت في برلين.